# Gran Premio de los Países Bajos de Motociclismo de 2023
El Gran Premio de los Países Bajos de Motociclismo de 2023 (oficialmente: Motul TT Assen) fue la octava prueba del Campeonato del Mundo de Motociclismo de 2023. Tuvo lugar en el fin de semana del 23 al 25 de junio de 2023 en el Circuito de Assen en Assen (Países Bajos).
La carrera al sprint de MotoGP fue ganada por Marco Bezzecchi, seguido de Francesco Bagnaia y Fabio Quartararo.
La carrera de MotoGP fue ganada por Francesco Bagnaia, seguido de Marco Bezzecchi y Aleix Espargaró. Jake Dixon fue el ganador de la prueba de Moto2, por delante de Ai Ogura y Pedro Acosta. La carrera de Moto3 fue ganada por Jaume Masiá, Ayumu Sasaki fue segundo y Deniz Öncü tercero.

## Resultados

### Resultados MotoGP

#### Carrera al sprint
| Pos.    | N.º | Piloto                | Equipo                       | Constructor | Vueltas | Tiempo    | Parrilla | Puntos |
| ------- | --- | --------------------- | ---------------------------- | ----------- | ------- | --------- | -------- | ------ |
| 1       | 72  | Marco Bezzecchi       | Mooney VR46 Racing Team      | Ducati      | 13      | 20:09.174 | 1        | 12     |
| 2       | 1   | Francesco Bagnaia     | Ducati Lenovo Team           | Ducati      | 13      | +1.294    | 2        | 9      |
| 3       | 20  | Fabio Quartararo      | Monster Energy Yamaha MotoGP | Yamaha      | 13      | +1.872    | 4        | 7      |
| 4       | 41  | Aleix Espargaró       | Aprilia Racing               | Aprilia     | 13      | +2.245    | 6        | 6      |
| 5       | 33  | Brad Binder           | Red Bull KTM Factory Racing  | KTM         | 13      | +4.582    | 5        | 5      |
| 6       | 89  | Jorge Martín          | Prima Pramac Racing          | Ducati      | 13      | +5.036    | 10       | 4      |
| 7       | 12  | Maverick Viñales      | Aprilia Racing               | Aprilia     | 13      | +5.876    | 7        | 3      |
| 8       | 23  | Enea Bastianini       | Ducati Lenovo Team           | Ducati      | 13      | +10.102   | 18       | 2      |
| 9       | 73  | Álex Márquez          | Gresini Racing MotoGP        | Ducati      | 13      | +10.525   | 9        | 1      |
| 10      | 10  | Luca Marini           | Mooney VR46 Racing Team      | Ducati      | 13      | +10.556   | 3        |        |
| 11      | 43  | Jack Miller           | Red Bull KTM Factory Racing  | KTM         | 13      | +11.191   | 12       |        |
| 12      | 30  | Takaaki Nakagami      | LCR Honda Idemitsu           | Honda       | 13      | +11.473   | 14       |        |
| 13      | 5   | Johann Zarco          | Prima Pramac Racing          | Ducati      | 13      | +15.439   | 8        |        |
| 14      | 37  | Augusto Fernández     | GasGas Factory Racing Tech3  | KTM         | 13      | +17.754   | 21       |        |
| 15      | 21  | Franco Morbidelli     | Monster Energy Yamaha MotoGP | Yamaha      | 13      | +19.508   | 15       |        |
| 16      | 32  | Lorenzo Savadori      | Aprilia Racing               | Aprilia     | 13      | +19.664   | 19       |        |
| 17      | 93  | Marc Márquez          | Repsol Honda Team            | Honda       | 13      | +19.916   | 17       |        |
| 18      | 25  | Raúl Fernández        | CryptoDATA RNF MotoGP Team   | Aprilia     | 13      | +20.583   | 16       |        |
| 19      | 88  | Miguel Oliveira       | CryptoDATA RNF MotoGP Team   | Aprilia     | 13      | +24.269   | 11       |        |
| 20      | 27  | Iker Lecuona          | Repsol Honda Team            | Honda       | 13      | +24.727   | 22       |        |
| 21      | 94  | Jonas Folger          | GasGas Factory Racing Tech3  | KTM         | 13      | +32.056   | 23       |        |
| 22      | 6   | Stefan Bradl          | LCR Honda Castrol            | Honda       | 13      | +35.372   | 20       |        |
| Ret     | 49  | Fabio Di Giannantonio | Gresini Racing MotoGP        | Ducati      | 3       | Caída     | 13       |        |
| 1. 2.   |     |                       |                              |             |         |           |          |        |
| Fuente: |     |                       |                              |             |         |           |          |        |

#### Carrera larga
| Pos.    | N.º | Piloto                | Equipo                       | Constructor | Vueltas | Tiempo    | Parrilla | Puntos |
| ------- | --- | --------------------- | ---------------------------- | ----------- | ------- | --------- | -------- | ------ |
| 1       | 1   | Francesco Bagnaia     | Ducati Lenovo Team           | Ducati      | 26      | 40:37.640 | 2        | 25     |
| 2       | 72  | Marco Bezzecchi       | Mooney VR46 Racing Team      | Ducati      | 26      | +1.223    | 1        | 20     |
| 3       | 41  | Aleix Espargaró       | Aprilia Racing               | Aprilia     | 26      | +1.925    | 6        | 16     |
| 4       | 33  | Brad Binder           | Red Bull KTM Factory Racing  | KTM         | 26      | +1.528    | 5        | 13     |
| 5       | 89  | Jorge Martín          | Prima Pramac Racing          | Ducati      | 26      | +1.934    | 10       | 11     |
| 6       | 73  | Álex Márquez          | Gresini Racing MotoGP        | Ducati      | 26      | +12.437   | 9        | 10     |
| 7       | 10  | Luca Marini           | Mooney VR46 Racing Team      | Ducati      | 26      | +14.174   | 3        | 9      |
| 8       | 30  | Takaaki Nakagami      | LCR Honda Idemitsu           | Honda       | 26      | +14.616   | 14       | 8      |
| 9       | 21  | Franco Morbidelli     | Monster Energy Yamaha MotoGP | Yamaha      | 26      | +29.335   | 15       | 7      |
| 10      | 37  | Augusto Fernández     | GasGas Factory Racing Tech3  | KTM         | 26      | +33.736   | 20       | 6      |
| 11      | 32  | Lorenzo Savadori      | Aprilia Racing               | Aprilia     | 26      | +35.084   | 18       | 5      |
| 12      | 25  | Raúl Fernández        | CryptoDATA RNF MotoGP Team   | Aprilia     | 26      | +39.622   | 16       | 4      |
| 13      | 6   | Stefan Bradl          | LCR Honda Castrol            | Honda       | 26      | +42.504   | 19       | 3      |
| 14      | 94  | Jonas Folger          | GasGas Factory Racing Tech3  | KTM         | 26      | +45.609   | 22       | 2      |
| Ret     | 49  | Fabio Di Giannantonio | Gresini Racing MotoGP        | Ducati      | 18      | Caída     | 13       |        |
| Ret     | 27  | Iker Lecuona          | Repsol Honda Team            | Honda       | 14      | Retirado  | 21       |        |
| Ret     | 88  | Miguel Oliveira       | CryptoDATA RNF MotoGP Team   | Aprilia     | 12      | Retirado  | 11       |        |
| Ret     | 23  | Enea Bastianini       | Ducati Lenovo Team           | Ducati      | 6       | Caída     | 17       |        |
| Ret     | 12  | Maverick Viñales      | Aprilia Racing               | Aprilia     | 3       | Caída     | 7        |        |
| Ret     | 20  | Fabio Quartararo      | Monster Energy Yamaha MotoGP | Yamaha      | 2       | Caída     | 4        |        |
| Ret     | 5   | Johann Zarco          | Prima Pramac Racing          | Ducati      | 2       | Caída     | 8        |        |
| Ret     | 43  | Jack Miller           | Red Bull KTM Factory Racing  | KTM         | 1       | Caída     | 12       |        |
| DNS     | 93  | Marc Márquez          | Repsol Honda Team            | Honda       |         | No corrió |          |        |
| 1. 2.   |     |                       |                              |             |         |           |          |        |
| Fuente: |     |                       |                              |             |         |           |          |        |

### Resultados Moto2
| Pos.     | N.º | Piloto                  | Constructor | Vueltas | Tiempo     | Parrilla | Puntos |
| -------- | --- | ----------------------- | ----------- | ------- | ---------- | -------- | ------ |
| 1        | 96  | Jake Dixon              | Kalex       | 22      | 35:43.411  | 2        | 25     |
| 2        | 79  | Ai Ogura                | Kalex       | 22      | +1.334     | 3        | 20     |
| 3        | 37  | Pedro Acosta            | Kalex       | 22      | +4.448     | 6        | 16     |
| 4        | 54  | Fermín Aldeguer         | Boscoscuro  | 22      | +4.487     | 4        | 13     |
| 5        | 40  | Arón Canet              | Kalex       | 22      | +4.884     | 11       | 11     |
| 6        | 21  | Alonso López            | Boscoscuro  | 22      | +9.555     | 1        | 10     |
| 7        | 14  | Tony Arbolino           | Kalex       | 22      | +9.625     | 10       | 9      |
| 8        | 18  | Manuel González         | Kalex       | 22      | +10.547    | 12       | 8      |
| 9        | 75  | Albert Arenas           | Kalex       | 22      | +10.615    | 8        | 7      |
| 10       | 13  | Celestino Vietti        | Kalex       | 22      | +10.761    | 9        | 6      |
| 11       | 22  | Sam Lowes               | Kalex       | 22      | +15.964    | 5        | 5      |
| 12       | 7   | Barry Baltus            | Kalex       | 22      | +18.234    | 16       | 4      |
| 13       | 11  | Sergio García           | Kalex       | 22      | +20.408    | 17       | 3      |
| 14       | 15  | Darryn Binder           | Kalex       | 22      | +20.639    | 15       | 2      |
| 15       | 52  | Jeremy Alcoba           | Kalex       | 22      | +24.492    | 18       | 1      |
| 16       | 3   | Lukas Tulovic           | Kalex       | 22      | +29.416    | 19       |        |
| 17       | 99  | Carlos Tatay            | Kalex       | 22      | +32.440    | 20       |        |
| 18       | 16  | Joe Roberts             | Kalex       | 22      | +35.017    | 14       |        |
| 19       | 71  | Dennis Foggia           | Kalex       | 22      | +35.235    | 25       |        |
| 20       | 84  | Zonta van den Goorbergh | Kalex       | 22      | +50.394    | 22       |        |
| 21       | 23  | Taiga Hada              | Kalex       | 22      | +1:09.768  | 27       |        |
| 22       | 55  | Yeray Ruiz              | Forward     | 19      | +3 vueltas | 26       |        |
| Ret      | 12  | Filip Salač             | Kalex       | 21      | Retirado   | 13       |        |
| Ret      | 72  | Borja Gómez             | Kalex       | 18      | Caída      | 23       |        |
| Ret      | 17  | Álex Escrig             | Forward     | 17      | Retirado   | 28       |        |
| Ret      | 28  | Izan Guevara            | Kalex       | 15      | Caída      | 24       |        |
| Ret      | 4   | Sean Dylan Kelly        | Kalex       | 15      | Retirado   | 21       |        |
| Ret      | 35  | Somkiat Chantra         | Kalex       | 9       | Caída      | 7        |        |
| WD       | 64  | Bo Bendsneyder          | Kalex       |         | No corrió  |          |        |
| 1. 2. 3. |     |                         |             |         |            |          |        |
| Fuente:  |     |                         |             |         |            |          |        |

### Resultados Moto3
| Pos.    | N.º | Piloto             | Constructor | Vueltas | Tiempo    | Parrilla | Puntos |
| ------- | --- | ------------------ | ----------- | ------- | --------- | -------- | ------ |
| 1       | 5   | Jaume Masiá        | Honda       | 20      | 34:14.619 | 8        | 25     |
| 2       | 71  | Ayumu Sasaki       | Husqvarna   | 20      | +0.081    | 4        | 20     |
| 3       | 53  | Deniz Öncü         | KTM         | 20      | +0.276    | 5        | 16     |
| 4       | 48  | Iván Ortolá        | KTM         | 20      | +0.324    | 20       | 13     |
| 5       | 44  | David Muñoz        | KTM         | 20      | +0.401    | 1        | 11     |
| 6       | 99  | José Antonio Rueda | KTM         | 20      | +0.507    | 11       | 10     |
| 7       | 95  | Collin Veijer      | Husqvarna   | 20      | +0.819    | 9        | 9      |
| 8       | 55  | Romano Fenati      | Honda       | 20      | +1.056    | 10       | 8      |
| 9       | 66  | Joel Kelso         | CFMoto      | 20      | +1.341    | 2        | 7      |
| 10      | 82  | Stefano Nepa       | KTM         | 20      | +2.024    | 6        | 6      |
| 11      | 27  | Kaito Toba         | Honda       | 20      | +11.736   | 7        | 5      |
| 12      | 10  | Diogo Moreira      | KTM         | 20      | +12.254   | 22       | 4      |
| 13      | 80  | David Alonso       | Gas Gas     | 20      | +12.317   | 17       | 3      |
| 14      | 43  | Xavier Artigas     | CFMoto      | 20      | +12.592   | 19       | 2      |
| 15      | 6   | Ryusei Yamanaka    | Gas Gas     | 20      | +12.594   | 25       | 1      |
| 16      | 18  | Matteo Bertelle    | Honda       | 20      | +12.646   | 16       |        |
| 17      | 72  | Taiyo Furusato     | Honda       | 20      | +12.898   | 18       |        |
| 18      | 54  | Riccardo Rossi     | Honda       | 20      | +13.041   | 3        |        |
| 19      | 16  | Andrea Migno       | KTM         | 20      | +13.100   | 12       |        |
| 20      | 38  | David Salvador     | KTM         | 20      | +14.651   | 14       |        |
| 21      | 7   | Filippo Farioli    | KTM         | 20      | +22.458   | 21       |        |
| 22      | 19  | Scott Ogden        | Honda       | 20      | +26.301   | 13       |        |
| 23      | 64  | Mario Aji          | Honda       | 20      | +26.374   | 24       |        |
| 24      | 22  | Ana Carrasco       | KTM         | 20      | +31.379   | 26       |        |
| 25      | 96  | Daniel Holgado     | KTM         | 20      | +1.14.539 | 27       |        |
| Ret     | 31  | Adrián Fernández   | Honda       | 4       | Retirado  | 15       |        |
| Ret     | 70  | Joshua Whatley     | Honda       | 2       | Caída     | 23       |        |
| DNS     | 63  | Syarifuddin Azman  | KTM         |         | No corrió |          |        |
| Fuente: |     |                    |             |         |           |          |        |